# ニョロ子の生放送!
『ニョロ子の生放送!』（ニョロこのなまほうそう!）は、むくによる日本の4コマ漫画。『月刊コミックアライブ』（KADOKAWA・メディアファクトリー）内の“雑誌内雑誌”としての『コミックキューン』にて2015年8月号より連載開始し、2015年10月号より同誌が独立創刊するのに合わせ同誌での連載に移行した。本作は、同誌独立創刊号発売と同じ2015年8月27日に、『パンでPeace!』、『ひなこのーと』とともにキューンコミックス創刊第1弾として単行本第1巻が発売された。
2016年6月号にて連載を終了、全21話（作品内では単位を「○○枠目」・21話目のみ「延長枠」と呼称している）。

## あらすじ
人と話すことが苦手な小夜子が、親友の茉莉に誘われてライブ配信に初挑戦して成長する、配信系ゆるふわ青春コメディ。

## 登場人物
生放送内で使用しているハンドルネームを併記。
蛇目小夜子（へびめさよこ） / ニョロ子
人と話すのが苦手。茉莉に教えてもらったライブ配信をきっかけに成長していく。
園村茉莉（そのむらまつり） / グリ
小夜子の昔からの幼馴染み、小夜子の世話を昔から焼いていたが自身もドジっ子である。
幾月こころ（いくつきこころ） / ミミ
2枠目から登場、本人はゲーム配信を行っている。ネコミミの付いたフードをいつも被っている。小夜子と茉莉が初めて出来た友達。本名で呼ばれるのを恥ずかしがっており、母親からは「ここちゃん」と呼ばれている。
橘鈴音（たちばなすずね） / すず吉
9枠目から登場、生徒会。当初は3人への羨ましさから素直になれず、部室を撤去してほしいなどと言ってしまったもののすぐに本心を伝え和解している。
東雲ほのか（しののめほのか） / わこつ先生
人見知りをする小夜子を心配している、生放送内での挨拶「わこつ」がお気に入り。

## 書誌情報
- むく『ニョロ子の生放送!』 KADOKAWA 〈MFCキューンシリーズ〉、全2巻
  1. 2015年8月31日発行（2015年8月26日発売[8]）、ISBN 978-4-04-067743-9
  2. 2016年5月31日発行（2016年5月31日発売[9]）、ISBN 978-4-04-068332-4